# Temple mormon de Paris
Le Temple de l’Église de Jésus-Christ des saints des derniers jours « de Paris » est situé au Chesnay, en bordure de la ville de Versailles, en France. Les mormons le désignent sous le nom de Temple de Paris. Il s'agit donc d'un temple de l'Église de Jésus-Christ des saints des derniers jours. Sa construction a débuté en novembre 2013 boulevard Saint-Antoine au Chesnay dans le département des Yvelines, à proximité du parc du château de Versailles. 
Il est entré en activité en mai 2017.
Il s'agit du premier temple de l’Église de Jésus-Christ des Saints des Derniers Jours construit en France métropolitaine, et le deuxième en France, le premier étant le Temple de Tahiti en fonction en Polynésie française depuis 1984.

## Utilisation du temple
Dans la théologie de l’Église de Jésus-Christ des Saints des Derniers Jours, le temple est un bâtiment destiné à être la maison du Seigneur. Il est donc considéré par les fidèles, les « saints des derniers jours », comme le lieu le plus sacré sur la terre. 
Selon cette doctrine, il a toujours été commandé au peuple du Seigneur de construire des temples, des bâtiments sacrés dans lesquels les saints dignes accomplissent des sacrements individuels et familiaux, notamment le « mariage éternel » considéré comme perdurant au-delà de la mort, afin de former une famille éternelle.

## Histoire

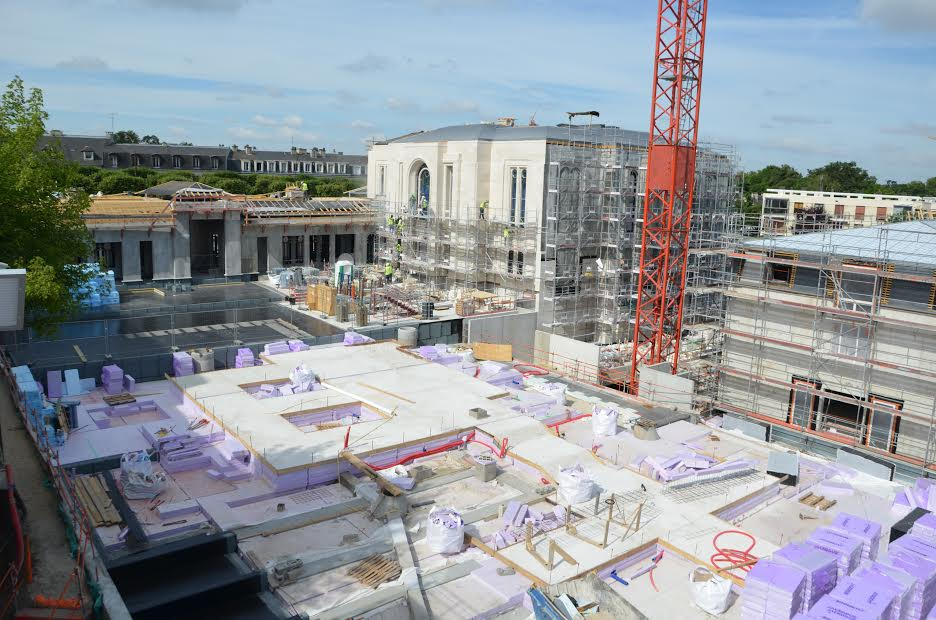
Début de la construction en 2013.

Le projet d'un temple de l’Église de Jésus-Christ des Saints des Derniers Jours en région parisienne débute en 1998, annoncé par Gordon B. Hinckley (1910-2008), le 15e président de l'Église. 
Le 1er octobre 2011, le 16e président, Thomas S. Monson, annonce le plan de construction du temple au cours d'une conférence générale de l'Église.
Le site prévu pour le temple a été acquis par l'Église en 2009, après des recherches infructueuses, essentiellement conduites dans l'ouest parisien. Le terrain retenu était celui d'un bâtiment utilisé par l'entreprise publique d'électricité, EDF-GDF, de 1971 à 2011 ; il est situé sur le territoire de la commune du Chesnay.
Le maire délivre le permis de construire le 27 octobre 2011, après son dépôt le 5 août précédent. Ce permis est accordé à l'association EJC. Le vendeur du terrain est la Foncière des Régions. Les recours administratifs engagés pour contester le permis ont tous été rejetés. Aucun autre projet alternatif solide n'a été proposé.
Les travaux commencent en novembre 2013. Un site Internet dédié permet d'en connaître l'avancement.
Les travaux achevés, une période de visites s'ouvre au public, en avril 2017.
Le temple reçoit alors sa fonction religieuse.

## Description
Le site se situe à environ une vingtaine de kilomètres à l'ouest de Paris.
D'une surface d'environ 9 000 m2, l'endroit est principalement riverain du boulevard Saint-Antoine, avec l'entrée principale située au numéro 46 de ce boulevard, et de la rue du général Welvert.
Il est accessible par l'autoroute A13, puis par le boulevard Beaumarchais, ainsi que par les gares ferroviaires de Versailles, dont celle de Versailles-Rive-Droite, moyennant un déplacement pédestre (faute d'accès par bus) entre cette gare et le temple.
Le boulevard Saint-Antoine marque la limite de séparation des communes du Chesnay (numéros pairs du boulevard) et de Versailles. L'une des entrées du parc du château de Versailles s'ouvre à la porte Saint-Antoine, toute proche. 
Le site comprend plusieurs bâtiments, dont le temple, ainsi que des jardins ouverts au public.

## Consécration
Le temple de Paris est consacré lors de trois sessions le 21 mai 2017 à 9 heures, 12 heures et 15 heures.
Cet événement est diffusé dans les lieux de culte en France et dans les paroisses francophones en Europe.